# Обвальден
Обвальден (нім. Obwalden; фр. Obwald; італ. Obvaldo; ромш. Sursilvania) — німецькомовний напівкантон в центрі Швейцарії. Адміністративний центр — місто Зарнен. Один з найменших кантонів Швейцарії за площею та населенням.

## Історія
Обвальден, як і сусідній Нідвальден, став частиною швейцарської конфедерації в 1291 р.

## Адміністративний поділ

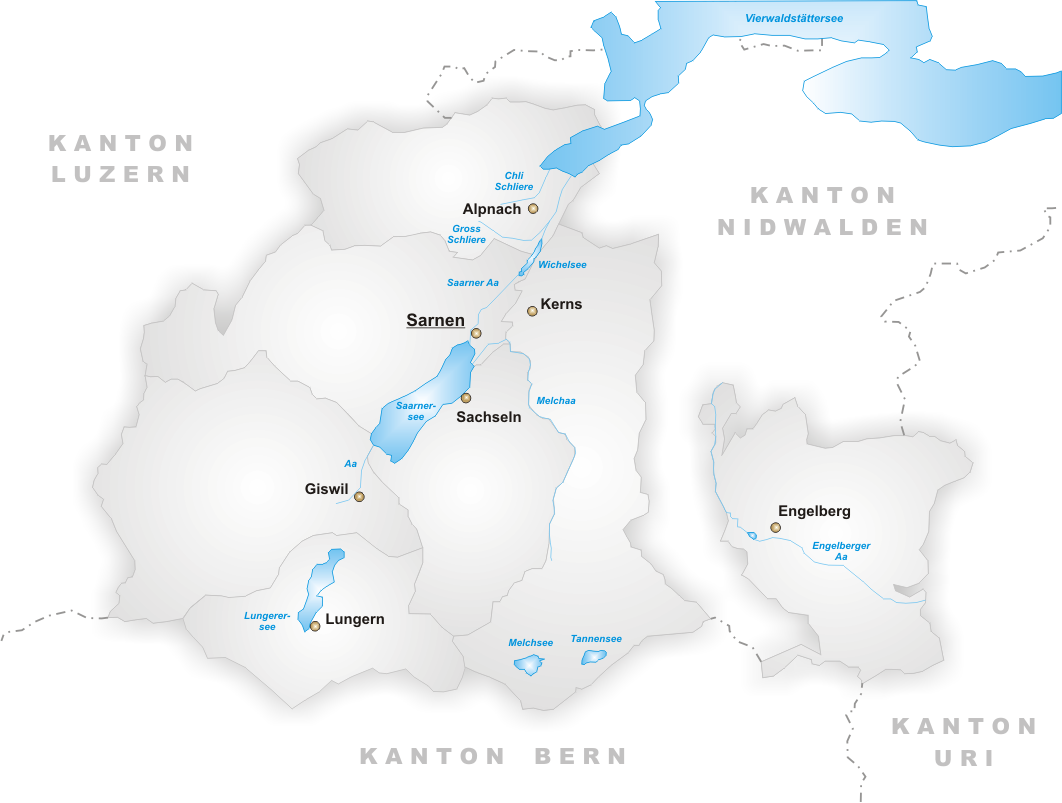
Громади Обвальдена.

Кантон ділиться на 7 громад:
- Альпнах
- Гісвіль
- Енгельберг
- Зарнен
- Захзельн
- Кернс
- Люнгерн

## Економіка
Туризм є найважливішою галуззю економіки Обвальдена. Кантон знаходиться в Альпах, що дає можливість розвивати гірські види спорту та рекреаційні послуги. Обвальден пропонує туристам багато можливостей для активного відпочинку, таких як гірські лижі, скелелазіння, велосипедні тури та піші прогулянки.
Інша ключова галузь — сільське господарство. Обвальден має велику кількість землі під обробку, де вирощуються овочі, фрукти, зернові та інші культури. Крім того, на території кантону розвивається тваринництво, особливо виробництво сиру.
Лісове господарство є ще однією важливою галуззю економіки Обвальдена. Кантон має значну площу лісів, де добувається деревина для будівництва та виробництва паперу. Крім того, Обвальден має розвинену машинобудівну та електротехнічну промисловість. У кантоні знаходяться декілька підприємств, які спеціалізуються на виробництві машин та інших технічних виробів.
Серед проблем називають пандемію Covid-19, що призвела до тривалого падіння туристичної галузі, та високу вартість життя, яка змушує молодих людей переїжджати в пошуках місця для комфортнішого старту дорослого життя.